# Папик (телесериал)
«Папик» (укр. Папік) — украинский комедийный телесериал студии «Квартал 95».

## История создания
Идея сериала появилась ещё в 2017 году, но к реализации кинопроекта приступили зимой 2019 года. В ходе съёмок несколько раз менялись сюжетные линии и тема.
Съёмки сериала начались в июне 2019 года в Киеве и заняли три месяца. Премьера состоялась 2 декабря 2019 года на украинском канале «1+1». В январе 2020 года 1 сезон был показан на российском канале СТС.
«Папик» стал лучшим сериалом 2019 года на украинском телевидении по показателям телесмотрения.
В конце июля 2020 года начались съёмки второго сезона и проходили до февраля 2021 года в Черноморске, в Одессе и в Киеве. Премьера состоялась 29 марта 2021 года на канале «1+1». В апреле 2021 года состоялась премьера второго сезона на канале СТС.

## Сюжет
Главный герой фильма — бывший актёр Александр Николаевич Меркулов, пенсионер, у которого долги за квартиру. Устав от скучной старости, он решил последние сбережения потратить на поход в барбершоп и ночной клуб. В клубе с ним знакомится гламурная девушка Лиза, принимающая его за миллионера.
Во втором сезоне Александр Меркулов снова пытается начать новую жизнь. Только теперь не со смены имиджа, а с выхода из тюрьмы. Ведь дольче вита в чужом особняке с гламурной охотницей за «папиками» Лизой обернулась заключением в камере. Тем временем Лиза после удачного выступления в телешоу попадает в поп-группу и уезжает в первое турне. Хотя главных героев и развела судьба, они продолжают спасать друг друга в самых сложных ситуациях.

## В ролях

### В главных ролях
| Актёр             | Роль                                |
| ----------------- | ----------------------------------- |
| Станислав Боклан  | Александр Николаевич Меркулов (Дед) |
| Дарья Петрожицкая | Елизавета Борисовна Якушева         |

### В ролях
| Актёр               | Роль                                                              |
| ------------------- | ----------------------------------------------------------------- |
| Вячеслав Гиндин     | Геннадий Иванович Прус стоматолог                                 |
| Эльдар Кабиров      | Эльдар                                                            |
| Сергей Сипливый     | Михаил Иванович Тимошенко друг «Деда»                             |
| Михаил Кукуюк       | Сергей Краморенко                                                 |
| Олеся Жураковская   | Лариса Дмитриевна директор дома ветеранов сцены                   |
| Екатерина Кистень   | Инесса Эдуардовна (1 сезон) педагог по вокалу                     |
| Борис Книженко      | Игорь Олегович Гунько (1 сезон) драматург                         |
| Ярослав Чорненький  | Альбер Венедиктович Заславский (1 сезон) режиссёр драмтеатра      |
| Вера Кобзарь        | Ольга Михайловна Бояркова прима драмтеатра                        |
| Максим Максимюк     | Пётр Евгеньевич Шундрика олигарх                                  |
| Леся Самаева        | Дарья Александровна Меркулова дочка «Деда»                        |
| Дмитрий Суржиков    | Олег Михайлович Карабасов (2 сезон) продюсер                      |
| Юлианна Михневич    | Екатерина Сергеевна (2 сезон) возлюбленная/невеста/жена «Деда»    |
| Анна Кошмал         | Маргарита (Марго) Парамонова (2 сезон) участница группы «Стринги» |
| Анастасия Цимбалару | Марина Котляренко (2 сезон) участница группы «Стринги»            |
| Ольга Цицилинская   | Олеся Бланарь (2 сезон) участница группы «Стринги»                |
| Анастасия Иванюк    | Виктория Сапрыкина (2 сезон) участница группы «Стринги»           |
| Павел Кружнов       | Пётр (2 сезон) ассистент                                          |
| Мирра Жучкова       | Нинель (2 сезон) костюмерша                                       |

## Список серий
| Сезон | Сезон | Серии            | Период трансляции на Украине |
| ----- | ----- | ---------------- | ---------------------------- |
|       | 1     | 1—16 (16 серий)  | 2—12 декабря 2019            |
|       | 2     | 17—32 (16 серий) | 29 марта — 8 апреля 2021     |

### Сезон 1 (2019)
| № серии | Премьера   | Описание серии |
| ------- | ---------- | --- |
| 1       | 02.12.2019 | Александр Николаевич Меркулов актёр театра, пенсионер, устал от жизни и, скопив деньги на похороны, решил свести счёты с жизнью, но напоследок захотел привести себя в порядок. И вместо привычной ему парикмахерской он попадает в барбершоп, где клиентам наливают виски. Изрядно выпив бесплатного угощения, Александр Николаевич продолжает своё веселье, которое заканчивается утром в обнимку с молодой девушкой Лизой, которая приняла Меркулова за богатого Папика. Меркулова терзает совесть, он всё рассказывает Лизе, и она очень возмущена тем, что её развели. Лиза пытается вернуться к своему бывшему спонсору Крамаренко, но он её выставляет за дверь, у всех её подруг по цеху тоже находятся дела, и Лизавете ничего не остаётся, как ехать ночевать к Меркулову, который пускает её на одну ночь. |
| 2       | 02.12.2019 | Утром, проснувшись в доме Меркулова, Лизавета начинает попытки вернуть Крамаренко. Выясняется, что Меркулов приглядывает за шикарным особняком Шундрыка, соседа, который сбежал за границу в связи с заведённым на него делом. Лизавета просит Меркулова притвориться её дядей перед Крамаренко, чтобы вернуть его расположение. Но на вечеринке Лизавета узнаёт, что Крамаренко теперь с её подругой по имени Марго, и устраивает с ней драку. |
| 3       | 03.12.2019 | С утра Дед решает восстановить справедливость и занимает особняк Шундрыка, эта идея нравится и Лизавете. Лизавета подговаривает испортить яхту Крамаренко, но в итоге они её грабят, унося солидную заначку. Лизавета хочет поделить деньги поровну, но у Деда иной план, его цель отдать деньги в благотворительность. |
| 4       | 03.12.2019 | С утра, играя роль жены папика, Лизавета увозит Деда к мануальному терапевту, так как накануне у него прихватило спину. Далее, она ему предлагает сменить одежду года её рождения на что-то более свежее, Дед входит во вкус и решает вызвать зависть у бывших коллег, которых приглашает в свой загородный «домик». Когда «месть» совершена, Дед цитирует Гамлета, и понимает, что не испытывает морального удовлетворения. Меркулов придумывает, куда вложить деньги. |
| 5       | 04.12.2019 | С утра подведя баланс оставшихся денег, Меркулов приходит к выводу, что нужен режим жёсткой экономии. На Лизавету возложена обязанность привести в порядок дом. Лизавета поручает уборку дома роботу-пылесосу, а сама уезжает на вечеринку. Вечером её ожидают вещи снаружи дома и запертая дверь. На следующий день Лизавета устраивает генеральную уборку, которая приводит к засору канализации. На следующий день Лизавете поручается дождаться сантехников для ремонта канализации, что у неё также не выходит из-за того, что сантехники задержались на 10 минут, и опять её вечером ждёт запертая дверь. В конце серии снаружи перед запертой дверью оказывается Меркулов. |
| 6       | 04.12.2019 | Елизавета и Дед заключают пари, по условиям которого Дед должен освоить компьютер и интернет, а Елизавета прочитать роман Булгакова «Мастер и Маргарита». Меркулов чувствует, что общение с Елизаветой напоминает ему о дочери, у себя в своём домике он находит старые фотографии своей жены и дочери, которых он давно оставил в родном маленьком городке ради успешной артистической карьеры. На похоронах мужа подруги, Лизавета благодаря книге знакомится с банкиром Бориславом, который на следующий день предлагает ей свидание. Серия свиданий заканчивается ночью в квартире Бориса. |
| 7       | 05.12.2019 | Утром, после ночи с Бориславом, Елизавета узнаёт от его водителя, что она должна убраться из его квартиры. После того как Елизавета возвращается домой, она задаёт вопрос, почему все мужики козлы и им всегда нужно только одно, на что Дед говорит, что дело в том, что многие просто кроме «этого» больше ничего и не могут дать мужчине, на что Елизавета сильно обижается. Дед предлагает ей помочь найти хорошего мужчину, он очень старается расширить кругозор Елизаветы в разных областях наук и искусств. Дед предлагает использовать метод рыбалки, они выбирают цель, но «цель» оказывается нетрадиционной сексуальной ориентации. Во время конфликта со «второй половинкой» жертвы Дед находит более подходящего кандидата на роль цели — стоматолога Геннадия Ивановича. |
| 8       | 05.12.2019 | Дед помогает Лизавете с охмурением стоматолога Геннадия. После лечения у Геннадия Дед рекламирует ему свою «дочь» как начинающую поэтессу. Дед узнаёт, что Геннадий собачник, и у них созревает план найти собаку на выгул в парке, где гуляет со своей собакой Геннадий. Стихи за Лизавету пишет знакомый Деда по театру. В итоге они заманивают Геннадия в театр, где Лизавета встречает подругу по «цеху» Эвелину, которая уводит Геннадия пока Лизавета строит из себя недотрогу. Вернувшись домой, Лизавета решает напиться из-за сторис Эвелины о том, что она летит в Майами с Геннадием. Параллельно с этим, осваивая интернет-технологии, Меркулов находит в соцсетях страницу своей дочери, узнаёт, что она работает директором школы в его городке, его жена давно умерла, а его внучка скоро выходит замуж. Он решает восстановить семейные связи. |
| 9       | 09.12.2019 | Лиза просыпается на заднем сидении своего кабриолета, едущем на малую родину Меркулова. По пути, в придорожном кафе, Лизавета знакомится с дальнобойщиком, который оплачивает её заказ и очень хочет с ней познакомиться. Но Лизавета обливает его кофе, и выбегает пулей из кафе, чтобы скрыться от него на авто. Ночевать они с Дедом останавливаются в поле, в палатке возле костра. Лизавета рассказывает, что её отец был бардом, и в детстве они ходили в походы, но потом он ушёл из семьи, Деда затронула эта тема. Утром на автозаправке Лизавета опять натыкается на дальнобойщика, и опять убегает от него на кабриолете, забыв Деда на заправке. Дед пытается догнать её на попутках. Все эти гонки-догонялки заканчиваются тем, что у Лизаветы в поле заканчивается бензин, и дальнобойщик её догоняет, оказывается, чтобы вернуть ей косметичку, которую она оставила в кафе, когда убегала от него. В этот момент подъезжает Дед на попутке и огревает дальнобоя дубиной. Тем не менее, он делится с ними бензином.                                                              |
| 10      | 09.12.2019 | Утро Лизы и Меркулова начинается в гостинице, они наконец-то добрались до его Ветродонска Дед уходит по своим делам, а Лизавету хочет оставить в гостинице, с чем Лизавета категорически не согласна и выпрашивает у Деда деньги на разрекламированный им краеведческий музей. Дед направляется в школу к своей дочери, но встречает там своего бывшего одноклассника Николая, который предлагает выпить за встречу. Николай ведёт его в гараж, где собирает старых друзей-одноклассников, и вместе вспоминают школьные годы. Лизавета в поисках хорошего места чтобы потусить понимает, что с этим в городе пусто, и тусит с местными ребятами в парке на лавочке под гитару. Утро следующего дня начинается у обоих в гостинице с большого бодуна. С утра Дед торопится на свадьбу, где, поздравляя молодожёнов Машу и Стаса и маму невесты Дарью Александровну, теряет дар речи и ведёт себя неестественно скованно. В конце вечера Дед, «набравшись» изрядной дозы смелости, берёт микрофон, выходит на сцену, чтобы сказать нечто важное, но не может говорить и в итоге устраивает драку. |
| 11      | 10.12.2019 | Утром Меркулов слышит как Лиза поёт в ванной, и говорит, что у неё талант и ей надо учиться. Он устраивает ей встречу с хорошим учителем по вокалу, Инесса готова позаниматься с шансонеткой Александра Николаевича взамен на свидание с ним. Лиза и Инесса во время занятий ругаются, и Лиза решает, что Дед не должен лезть в её жизнь, хочет переночевать в фитнес-центре как в старые времена, где знакомится с охранником-баристой, который в неё влюблён. Знакомство с охранником-баристой пробуждают в Лизавете силы продолжать заниматься вокалом. |
| 12      | 10.12.2019 | Лизавета решает участвовать в конкурсе «Пой», а Дед решает стать блогером, чтобы нести в массы науку о налаживании жизни. Лиза теряет свой телефон, который находит Эльдар — охранник-бариста. Когда Лизавета приезжает за телефоном, Эльдар её разыгрывает, он актёр и подрабатывает съёмкой в эпизодах. Лизавете выпадает возможность сняться в одном эпизоде и подзаработать денег. На следующий день Эльдар приглашает Лизу на свидание со своими друзьями. Дед создаёт трендовое видео для Ютуба. Перед сном Лизавете звонит Геннадий Иванович, вернувшийся из Майами. |
| 13      | 11.12.2019 | Лизавета и Геннадий Иванович встречаются в ресторане. Геннадий рассказывает, что Эвелина улетела с его партнёром по бизнесу Энрике в Испанию. Геннадий в Майами часто вспоминал Лизавету и её стихи, и позволил себе привезти для Лизаветы подарок. Лизавета начинает крутить два романа сразу: с Эльдаром и с Геннадием Ивановичем. Оба романа сходятся в субботнем свидании, где Лизавете предстоит сделать выбор. |
| 14      | 11.12.2019 | Лизавета съезжает к Геннадию Ивановичу. Дед и Лиза за прошедшее время так сильно привязались друг к другу, что оба тоскуют. У директора дома ветеранов юбилей и Деда делают главным по поздравлению. Эльдар приходит в дом Деда, где узнаёт, что Лиза выходит замуж. Лиза скучает по Эльдару. Геннадий уезжает по делам на 5 дней за границу. Геннадий приезжает раньше, и Лиза просит Деда сымитировать инфаркт, чтобы сбежать от Геннадия к Эльдару. |
| 15      | 12.12.2019 | Лизавету приглашают на финальное прослушивание шоу «Пой», которое она успешно проходит. Вернувшись домой чтобы отметить победу Лизаветы, они с Дедом обнаруживают, что вернулся Шундрыка, который сдаёт всех в полицию. Дед пытается взять всю вину на себя, но Эльдар советует ему от всего отказываться. Дед рассказывает интересную историю о том, куда делись продукты из дома Шундрыки. Шундрыка приставляет охранника к Деду в больнице, чтобы тот не сбежал от наказания, но Дед благодаря Тимошенко (своему лучшему другу) сбегает из больницы на шоу «Пой», а Тимошенко вместо него везут на анализы. На шоу у Деда случается настоящий инфаркт. |
| 16      | 12.12.2019 | Деда привозят на «скорой» в больницу, Лизавета едет в его дом за документами, где натыкается на его письма дочери и фотографии с недавней свадьбы на его родине, и Лизавета понимает, что Дарья Александровна — это дочь Александра Николаевича. Лизавета едет к Дарье и рассказывает ей правду. Деду нужна срочная операция по замене сердца, ради которой Лизавета выходит замуж за Геннадия. Дарья с дочерью приезжают в больницу к Александру Николаевичу, которому делают операцию. В суде Александр Николаевич всё же решается признать вину, и рассказывает Геннадию, что Лизавета с ним только ради денег. Деду выносят обвинительный приговор и дальнейшие блоги он будет вести из тюрьмы. |

### Сезон 2 (2021)
| № серии         | Премьера   | Описание серии |
| --------------- | ---------- | --- |
| 1 (17)          | 29.03.2021 | Отсидев свой срок в тюрьме, Александр Николаевич Меркулов выходит из тюрьмы и тут же его подбирают на автобусе. Приехав домой, к нему наведывается Шундрыка, который предлагает немалую сумму за его участок. В это же время Лизавета учится в театральном колледже, и случайно по телефону узнает, что Дед пропал. Елизавета отправляется на поиски Деда. Поступает вызов, что Дед находится в больнице, выпрыгнув из моста в реку. Герои отправляются в больницу, но вместо Деда находят какого-то бомжа, который прихватил пенсионное удостоверение на имя Меркулова. Но, приехав домой, Лизу нашел сам Дед. |
| 2 (18)          | 29.03.2021 | Лиза и Дед вместе заходят в квартиру. Оказалось, пока он был в тюрьме, Лиза с Эльдаром поженились и начали вести свой бизнес. Выясняется, что настоящие хозяева находятся в Канаде и они её снимают. Лиза говорит, что Деду пора привести себя в порядок, и они направляются в барбер-шоп, магазин одежды, магазин электроники, и под вечер они приходят домой усталые. Постоянно скачущее давление деда и просто шквал вопросов что? как? и почему? не позволяет молодой паре остаться наедине даже в своей комнате, а сюрприз, который приготовил Эльдар, оказывается на грани срыва.                         |
| 3 (19)          | 30.03.2021 | Дед чувствует себя обузой и принимает решение найти работу, чтобы съехать от Лизы и Эльдара. Используя старые связи и давнюю дружбу бывшему заключённому не удается устроиться на хорошую работу. Народный артист становится сторожем, благодаря чему узнает, чем на самом деле занимается Лиза. |
| 4 (20)          | 30.03.2021 | Лиза приглашает деда и Эльдара на презентацию песни группы «Стринги». Старик не одобряет такое творчество и тайно, через продюсера, устраивается администратором группы, чтобы новоиспечённая звезда была на виду и ее никто не обидел. Лизу возмущает тот факт, что Дед будет все время рядом и подговаривает девочек из группы, чтобы те испытали его рутиной шоу-бизнеса. Подругам удается «подставить» нового администратора и того увольняют. Лиза осознает поступок и ей становится жаль старика, как вдруг им удается спасти здоровье продюсера от конкурентов, где по итогу Дед получает повышение.     |
| 5 (21) и 6 (22) | 31.03.2021 | Группа «Стринги» отправляется в тур по городам Украины, где по просьбе-приказу продюсера им придется задержаться. Маленькие суточные, ссоры внутри молодого коллектива — далеко не все проблемы, с которыми старику придется столкнуться. Девочки заподозрили, что Лиза спит с Дедом ради денег и успеха в карьере, но очень скоро осознают, что ошибались. Им приходиться выступать в санаториях, детских лагерях, сельских ДК и на других сомнительных площадках с соответствующим контингентном, но это только укрепляет их отношения и группа становится по настоящему дружным коллективом.                 |
| 7 (23)          | 01.04.2021 | Звонок родной сестры застаёт Лизу прям на выезде из Черноморска, города где родилась Елизавета! После короткого «душевного» спитча от сестры Лиза решает остаться в Черноморске и навестить маму! |
| 8 (24)          | 01.04.2021 | Меркулов, находясь на Черноморском побережье, решает навестить свою старую любовь, а Лиза продолжает решать свои семейные проблемы, которые накопились за столь долгое отсутствие в родительском доме. |
| 9 (25)          | 05.04.2021 | Лизина карьера стремительно летит вверх. Эльдар не отстаёт — его приглашают учиться кулинарии в Италии. Что предпочтут влюблённые: быть вместе или дальше развиваться в своих отношениях... |
| 10 (26)         | 05.04.2021 | Проснувшись утром, Лиза решает начать новый день с чистого листа — первым делом под раздачу попадают вещи напоминающие об Эльдаре! Дед, узнав, что Эльдар исчез, пытается выяснить в чем проблема засыпая Лизавету вопросами Что? Как? И КУДА? |
| 11 (27)         | 06.04.2021 | Лиза набрасывается на Карабаса с жесткими обвинениями — словесная перепалка заканчивается ультиматумом Елизаветы. "Я разрываю контракт, забираю песни и ухожу!" Дед вместе с Лизой пытаются разобраться в юридических тонкостях контракта, выяснив, что в случае разрыва Лиза обязана выплатить 200 тысяч долларов неустойки! |
| 12 (28)         | 06.04.2021 | Лиза начинает сольную карьеру и нанимает нового продюсера – Деда!.. |
| 13 (29)         | 07.04.2021 | Продюсирование Меркулова заканчивается тем, что Лиза и Дед оказываются на улице! Но в мире не без добрых людей. Хорошая знакомая помогает нашему Папику и его горе спутнице найти приют в доме престарелых. |
| 14 (30)         | 07.04.2021 | Лиза и Эльдар вновь просыпаются вместе! Наша героиня понимает, что в свое время сделала глупость и теперь не знает, как попросить прощения у своей второй половинки! |
| 15 (31)         | 08.04.2021 | Меркулов продолжает свою карьеру кинозвезды. Очередной съемочный день закончился неожиданной новостью, Дед был уверен что Лизавета в Италии, а на самом деле оказывается она в уже знакомом доме престарелых. |
| 16 (32)         | 08.04.2021 | Придя в себя, Лиза находит в себе силы и берётся за организацию предстоящей свадьбы Деда и Катерины Сергеевны… |